# Gūyzheh-ye Bālā
Gūyzheh-ye Bālā (persiska: گويژِۀ بالا) är en ort i Iran.   Den ligger i provinsen Lorestan, i den västra delen av landet, 400 km väster om huvudstaden Teheran. Gūyzheh-ye Bālā ligger 1 953 meter över havet och antalet invånare är 186.
Terrängen runt Gūyzheh-ye Bālā är huvudsakligen kuperad. Gūyzheh-ye Bālā ligger uppe på en höjd.Runt Gūyzheh-ye Bālā är det ganska tätbefolkat, med 56 invånare per kvadratkilometer. Närmaste större samhälle är Harsīn, 12,5 km norr om Gūyzheh-ye Bālā. Omgivningarna runt Gūyzheh-ye Bālā är i huvudsak ett öppet busklandskap.